# Association sportive de préparation olympique du Midi
L'Association sportive de préparation olympique du Midi, abbreviata ASPOM, è una società polisportiva francese di Bègles e Bordeaux nota soprattutto per la sua squadra di pallamano.
Fondata nel 1946, ha vinto 2 campionati francesi e 1 coppa di Francia.
Disputa le proprie gare interne presso il Gymnase du Dorat di Bègles il quale ha una capienza di 1.000 spettatori.

## Palmarès

### Titoli nazionali
- Campionato francese di pallamano maschile: 2
  - 1956-57, 1957-58.
- Coppa di Francia (pallamano maschile): 1
  - 1956-57.

## Fonti e bibliografia
- Pagina informativa del club sul sito www.les-sports.info, su les-sports.info. URL consultato il 18 settembre 2013 (archiviato dall'url originale il 4 dicembre 2013).